# Les Mille et Une Prouesses de Pépin Troispommes
Les Mille et Une Prouesses de Pépin Troispommes est une série télévisée d'animation française en 52 épisodes de 13 minutes diffusée à partir du 20 décembre 1999 sur France 3.
Elle était aussi diffusée régulièrement sur France 5 dans Midi les zouzous mais aussi sur TiJi.
Au Québec, elle a été diffusée à partir du 1er septembre 1999 sur Canal Famille sous le titre Pépin Troispommes.

## Synopsis
À l'époque médiévale, Pépin Troispommes est un petit chevalier qui parcourt le monde en compagnie de Grosbec son fidèle cuisinier et de Picanier, le fou du roi.

## Voix françaises
- Stéphane Marais : Pépin Troispommes
- Natacha Muller : Amandine
- Jean-Claude Donda : Prince-sans-Rire et Mordicus
- Pierre Laurent : le Roi
- Danièle Hazan : la Reine
- Alexandre Gillet : Picanier
- Mark Lesser : Grosbec
- Jean-François Kopf, Marine Boiron, Med Hondo, Henri Labussière, Véronique Alycia, Christian Visine, Pascale Jacquemont, Béatrice Riquelme, Marie-Christine Robert : rôles divers

## Fiche technique
- Titre original : Les Mille et une Prouesses de Pépin Troispommes
- Réalisation : Jacky Bretaudeau, Luc Vinciguerra
- Auteurs : Denis Olivieri, Claude Prothée
- Scénaristes : Claude Prothée
- Musiques : Gérald Roberts
- Origine :  France
- Maisons de production : Les Cartooneurs Associés, France 3, Canal J, Europe Images International

## Épisodes

### Première saison
1. La Cage, l'oiseau et la princesse
2. La Fête au château
3. Le Gouffre sans retour
4. Fomora l'épouvantable
5. Les Démons du dragon
6. La Grande Peur
7. Le Cercle des sorciers
8. Le Château oublié
9. Joyeux anniversaire!
10. Le Chevalier noir
11. Emer, la fille aux cheveux rouges
12. L'enfantelet perdu
13. Le Voleur de courage
14. Le Partage des eaux
15. Meb, monarque à tête de chien
16. Chevalier d'un jour
17. Le Voyage extraordinaire
18. Le Festin fabuleux
19. L'Anneau magique
20. Le Cerf aux bois d'argent
21. Étrange étranger
22. Le Royaume sans roi
23. Mordicus et Galimatias la baillent belle!
24. Trois fantômes et un revenant
25. Chaton et dragon
26. La Pêche à la grenouille

### Deuxième saison
1. Le Verger merveilleux
2. La Trahison d'Amandine
3. La Fée Viviane
4. L'Eau claire de la fontaine
5. La Clairière aux sortilèges
6. Le Palais sous les flots
7. Roland, l'homme volant
8. La Poudre de Merlin-Pinpin
9. Haut comme trois puces
10. Trente-six chandelles
11. La Harpe de cristal
12. Tel fils, tel père
13. C'est pas sorcier!
14. Amandine et le petit peuple
15. Le Passage
16. Le Gardien des arbres
17. Mordicus prend de la hauteur
18. La Jeune Fille triste
19. Retour à l'envoyeur
20. La Dispute
21. L'île maudite
22. Funeste rencontre
23. Drôle de temps!
24. Folle magie
25. La Source aux miracles
26. Le Château des merveilles